# Sima Yan

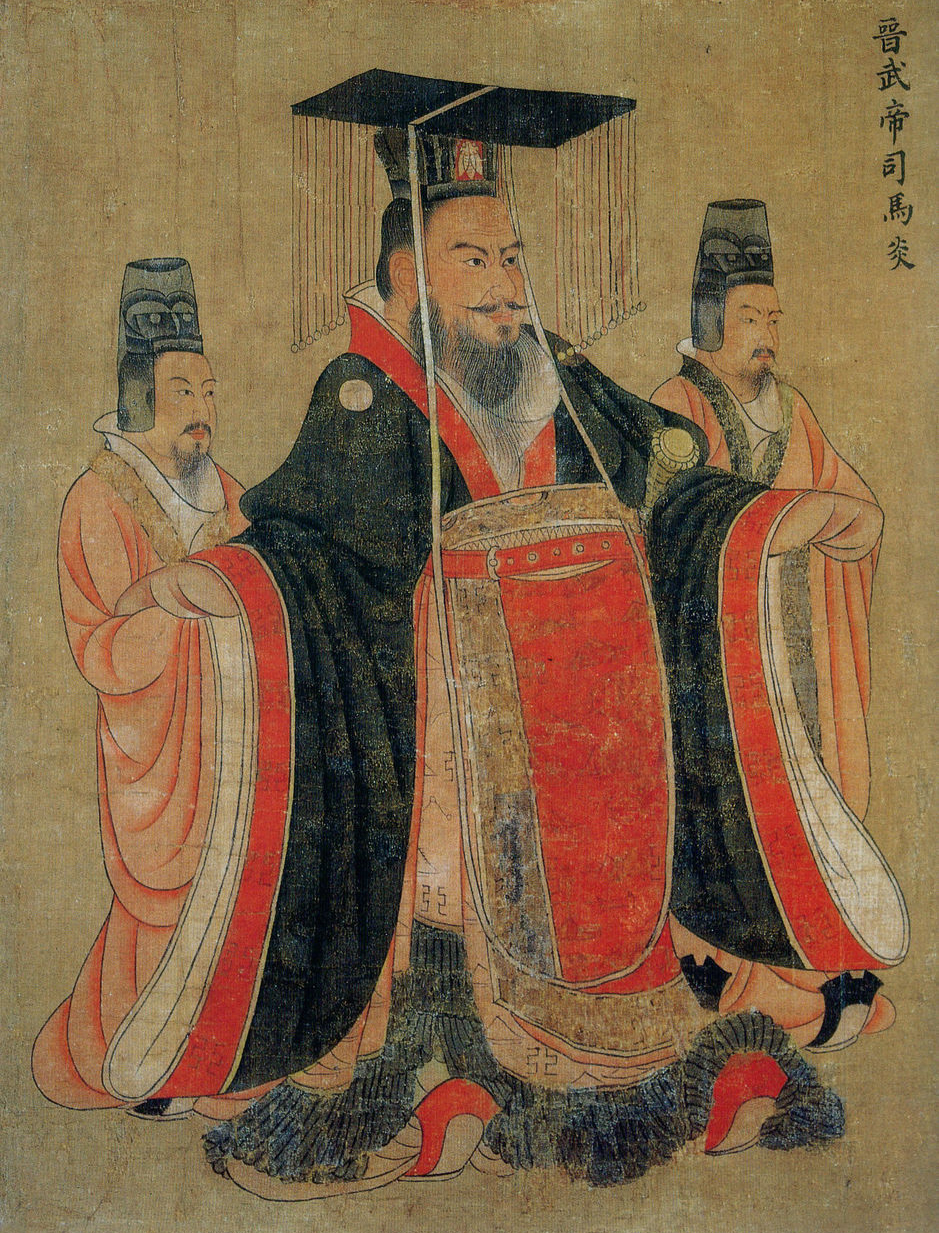
Portret van keizer Sima Yan door Yan Liben

Sima Yan (Anshi) (236 - 17 mei 290), ook wel Jin Wudi genoemd, was de oprichter en eerste keizer van de Chinese Jin-dynastie. Hij was de zoon van Sima Zhao en de kleinzoon van Sima Yi.
Toen Sima Yans vader in 263 ten gevolge van de verovering van Shu de titel 'koning van Jin' werd gegeven, werd Sima Yan zijn erfgenaam. In 265 wilde Sima Zhao de Wei-keizer Cao Huan tot aftreden dwingen, maar stierf voordat hij dat kon doen. Sima Yan volgde zijn vader op en deed wat zijn vader van plan was geweest; hij verstootte de Wei-keizer en besteeg de troon. Dat betekende het einde van Wei en het begin van de Jin-dynastie. Daarna voerde Sima Yan oorlog met Wu, dat hij in het jaar 280 onderwierp. Hiermee werd China na een eeuw oorlog opnieuw herenigd.